# Kindavong
Kindavong (1900 - 30 de março de 1951) foi um príncipe do Laos e meio-irmão mais novo de Phetsarath Ratanavongsa. Durante a Segunda Guerra Mundial, ele foi secretamente enviado pelo rei Sisavang Vong para representar Laos nas forças aliadas após a ocupação japonesa de Laos e da capital real em Luang Prabang em 7 de abril de 1945. Mais tarde, ele tornou-se no segundo primeiro-ministro de Laos de 23 de abril de 1946 a 15 de março de 1947.